# Borderlands 3
A Borderlands 3 egy akció-szerepjáték, első személyű lövöldözős videojáték, amelyet a Gearbox Software fejlesztett ki és a 2K Games adott ki. Ez a 2012-es Borderlands 2 folytatása, és a fő Borderlands sorozat negyedik bejegyzése. A Borderlands 3 2019. szeptember 13-án jelent meg Microsoft Windows-ra, PlayStation 4-re, Xbox One-ra és 2019. október 30-án Apple macOS-re. 2019. december 17-én kiadtak egy Stadia-portot. 2020. november 10-én, illetve 12-én adták ki az Xbox Series X és Series S és PlayStation 5 verzióit, beleértve az ingyenes frissítéseket a korábbi konzolverziók felhasználói számára.
A játékosok küldetéseket és mellékküldetéseket hajtanak végre egyjátékos vagy többjátékos módban, a négy osztály egyikeként. Amikor megölik, az ellenség eldobhatja a felszerelhető fegyvereket és felszereléseket. Az új képességek feloldódnak, ahogy a játékos tapasztalatot szerez. A cselekmény középpontjában négy új Vault Hunter áll, akiket Pandora Crimson Raiders toboroztak, hogy megakadályozzák Troy és Tyreen Calypso ikreket, valamint őrült kultikus követőiket abban, hogy kihasználják a galaxisban elterjedt idegen boltozatok erejét.
A megjelenéskor a Borderlands 3 általában kedvező kritikákat kapott, és dicséretet kapott a játékmenete, bár néhányan kritizálták az innováció, a technikai problémák, a karakterek és a narratíva hiányát. A játék kezdeti eladásai a Borderlands sorozatok közül a legmagasabbak voltak: öt nap alatt több mint ötmillió példány kelt el.

## Játékmenet
A Borderlands 3 egy első személyű loot shooter. A játékosok, akár egyedül játszanak, akár négyfős társaságokban, elérhetővé tesznek egy karaktert a négy osztály egyikéből, és különféle küldetéseket vállalnak nem játszható karakterek (NPC-k) és jutalomtáblákon, hogy tapasztalatot szerezzenek. játék pénzjutalmait és jutalomtárgyait. A játékosok úgy is megszerezhetik ezeket a tárgyakat, hogy a játék során legyőzik ellenségeiket. Ahogy a játékos szintre emelkedik, képességpontokat kap, amelyeket a képességfán oszthat ki. A játék négy új játszható karaktert mutat be: Amarát, egy "Szirént", aki éteri öklöket idéz; Moze, egy fiatal "ágyús", aki a mecha Vasmedvén lovagol; Zane, egy "operatív" sokféle kütyüvel; és FL4K, egy "Beastmaster" robot, aki lényeket idéz meg, hogy segítsen a harcokban. Ellentétben a korábbi Borderlands játékokkal, ahol minden karakternek csak egy egyedi képessége volt, amely lehűléskor működik, az új játékban minden karakter három egyedi képességet tud felszabadítani, bár egyszerre csak egy (vagy Zane esetében kettő) szerelhető fel, ami jelentősen bővíti. a játékos által elkészíthető potenciális karakterépítések száma.
A Borderlands 3 ugyanazt az alapvető hurkot osztja meg a korábbi játékokéval, mint a küldetések teljesítése, az ellenségek legyőzése, valamint az elesett ellenségektől vagy speciális ládáktól való zsákmányszerzés, leggyakrabban eljárásilag előállított fegyverek formájában, amelyek a sebzés, a hatótáv, a lőszerkapacitás és egyéb különlegességek tekintetében változnak. jutalmakat, „több mint egymilliárd fegyvert” adva a játéknak. A jutalmak tartalmazhatnak elemi hatásokat, például tűzzel, jéggel vagy elektromossággal megsebesíthetik az ellenséget, vagy más vizuális különbségek mellett alternatív tüzelési viselkedést is mutathatnak. A Borderlands 2-ben néhány fegyverben volt "slag" elem, ami rövid ideig bevonta az ellenséget, és rendkívül sebezhetővé tette őket egy másik elem későbbi elemi támadásával szemben. A salakfegyvereket sugárzással váltották fel; a bevonat és az azt követő sebezhetőség ugyanaz marad, mint a salak, de a sugárzás okozta károk idővel önmagában is árthatnak az ellenségnek, és átterjedhetnek más ellenségekre is. A fegyverek játékon belüli gyártása is nagyobb szerepet játszik abban, hogy egy fegyver milyen előnyökkel járhat. A Tediore fegyvereket üresen el lehet dobni, és további effektusokat hozhat létre, az Atlasnak nyomkövető golyói vannak az ellenségek levadászására a fedezékben, a Hyperion pedig rendelkezhet pajzsokkal, amelyek elnyelik a sebzést, és más célokra is felhasználhatják, például gyógyításra, valamint visszapattanó mechanikával. Egyéb véletlenszerűen generált elemek közé tartoznak az osztálymódosítók, gránátmódosítók, pajzskészletek és relikviák. Amikor másokkal játszik, a Borderlands 3 zsákmánya szerverenként generálható, ami azt jelenti, hogy a játékosoknak fel kell osztaniuk a zsákmányt, de a sorozat újdonságai szerint a játékosok játékosonként is generálhatnak zsákmányt, így minden játékos megkapja a zsákmányt. ugyanaz a zsákmány, a karakterszintjükre méretezve. Ez a lehetőség a játékban látható ellenségeknél is létezik; alapértelmezés szerint az ellenségek csak a szervert üzemeltető játékos-karakter szintjén skálázódnak, de ha engedélyezve van, minden játékos az egyéni szintjüknek megfelelő ellenséget látja.
A karakteres készségek és fegyverek mellett a játékos-karakterek új harci manőverekkel és képességekkel rendelkeznek, mint például a Titanfall és az Apex Legends szerelői által befolyásolt guggoló csúsztatás, valamint a falra való rögzítés, amellyel rövid magasságokon mászkál fel. A játékosok és ellenségeik rövid sorompók mögé bújhatnak, amelyek folyamatos fegyveres támadás után elpusztíthatók.
Míg a játék a Pandora bolygón indul, a játékos korán hozzáfér egy űrhajóhoz, a Sanctuary III-hoz, amely központi csomópontként szolgál a küldetések között, és új bolygók célpontjának meghatározására szolgál, ahol lehetséges Boltozatokat azonosítottak. A Sanctuary III fedélzetén a játékosok kezelhetik készleteiket, visszaszerezhetik a pályán hagyott fegyvereiket, újjáépíthetik képességfájukat, új fegyvereket és fejlesztéseket vásárolhatnak, és választható küldetéseket is teljesíthetnek. A Borderlands 3 integrálva van a Twitch streamekkel; a nézők felfedezhetik a streamer készletét és képességfáját, a játékban található speciális ládák pedig lehetőséget kínálnak a nézőknek, hogy ugyanazt a fegyvert/tárgyat kapják meg, amelyet a stream egy Shift kódon keresztül talál meg, amelyet beírhatnak saját játékukba, a saját játékuknak megfelelően méretezve. karakter szintjét.
A Gearbox kreatív igazgatója, Paul Sage úgy becsülte, hogy a játékosok körülbelül 35 órát töltenek a fő küldetésvonalon, néhány mellékküldetéssel együtt. A True Vault Hunter Mode, a New Game Plus egy fajtája, lehetővé teszi a játékosok számára, hogy újrajátsszák a kampányt, miután befejezték kiegyenlített karakterükkel, és megküzdenek a nehezebb ellenfelekkel a jobb zsákmány esélyéért. A Borderlands 2 Badass Rank rendszerét egy Guardian Rank rendszer váltja fel, amely a kisebb kihívások teljesítésével a játék során lehetővé teszi a játékosoknak, hogy olyan buffokat szerezzenek, amelyek minden karakterükön megmaradnak. A Borderlands 3 új, játék utáni kihívásokat fog tartalmazni. A különféle bolygókon található „Circles of Slaughter”-ben a játékosok megpróbálnak átküzdeni az ellenségek nehéz hullámain a jobb minőségű zsákmányért. Míg a lebukott játékosokat a csapattársak újraéleszthetik, ha minden játékos-karakter meghal, a meccsnek vége, és minden lehetséges jutalom elveszik. A „bizonyítási okok” egyfajta raid, amelyet először úgy kell felfedezni, hogy megtaláljuk a rejtett jelöléseket a játék világain. Miután felfedezték, a játékosok megpróbálják legyőzni az összes ellenséget három területen 30 percen belül, hogy teljesítsék a kihívást és megszerezzék a jutalmukat. Egy további "Mayhem Mode" véletlenszerűvé teszi a játék kampányelemeit, hogy tovább növelje a játékos kihívását.

## Cselekmény

### Elhelyezés és karakterek
A Borderlands sorozat részeként a Borderlands 3 középpontjában a Pandora bolygó áll, amelyről régóta pletykálják, hogy hatalmas mennyiségű kincset és technológiát rejtő Vaults-okat tartalmaz, amelyeket egy titokzatos idegen civilizáció, az Eridiánusok hagytak hátra. A megelőző évtizedekben több vállalat ostrom alá vette Pandorát, hogy megpróbálja megtalálni a Boltozatokat, de az állandó konfliktusok és vérontások miatt a bolygó és lakossága feldúlt és megőrült. Azonban még mindig vannak olyanok, akik egymástól függetlenül keresik a Vaults-okat, akiket Vault Huntersként (a játékos karakterekként) ismernek.
A Borderlands 3 hét évvel azután játszódik, hogy Handsome Jack meghalt a Borderlands 2-ben és a Hyperion Helios állomás megsemmisült a Tales from the Borderland-ben. A Borderlands 2-ben felfedezték, hogy számos más boltozat is létezik a galaxis más bolygóin. A Jack veresége által hagyott hatalmi vákuumban Troy és Tyreen Calypso ikertestvérek megalakítják a Children of the Vault (COV) nevű erőszakos személyiségkultuszt, amely a bolygó számos bandita csoportjának maradványaiból alakult ki, hogy birtokba vegyék a többi trezort. , konkrétan a „Nagy boltozat” nevű. Lilith, a „Szirének” nevű, idegen erőkkel rendelkező női faj tagja és a Pandora védelmére létrehozott ellenállási erő, a Crimson Raiders jelenlegi vezetője, új Vault Huntereket toboroz, hogy segítsenek megállítani a kalipszókat.
A korábbi Borderlands játékok számos szereplője visszatér. A korábban játszható Vault Hunters Lilith, Claptrap, Zer0, Maya, Brick és Mordecai NPC-ként jelennek meg. Aurelia, Sir Hammerlock nővére és az egyik játszható Vault Hunters a Borderlands: The Pre-Sequelben szintén főnökként jelenik meg. A visszatérő NPC-k közé tartozik Marcus Kincaid fegyverkereskedő, Tiny Tina robbanóanyag-szakértő (most már csak Tina), Miss Mad Moxxi vállalkozó és szerelő lánya, Ellie, kiborgvadász Sir Alistair Hammerlock, Patricia Tannis régész, Torgue fegyvergyártó és az izoláló Eridium-kereskedő. Őrült Earl. Rhys Strongfork, a Tales from the Borderlands két játszható főszereplője egyike és legjobb barátja, Vaughn is feltűnik. A korábbi játékok játszható Vault Hunterei, köztük Timothy Lawrence a The Pre-Sequelből és Gaige, Krieg, Axton és Salvador a Borderlands 2-ből, NPC-ként szerepelnek a játék DLC-kampányaiban és módozataiban.

### Szinopszis
A Crimson Raiders toborzóhívására válaszolva egy csapat Vault Hunter (Amara, Moze, Zane és FL4K) érkezik Pandorára, és találkozik Lilith-tel, aki megparancsolja nekik, hogy szerezzenek vissza egy elveszett Vault térképet, amelyet a Children of the Vault (COV) nemrég szerezték meg. A Vault Hunters megtalálja a térképet, amely a Promethea város-bolygójára irányítja őket, az első felfedezett Vault és az Atlas vállalat főhadiszállásának helyére. Mielőtt azonban eltávozhatnának, Tyreen és Troy lesből támadnak rájuk, akik felfedik, hogy mindketten szirénák, mert születésükkor összekapcsolódtak, és Troynak szüksége van Tyreen erejére a túléléshez. Tyreen elrabolja Lilith erejét az életét kimerítő képességeivel, majd elveszi a térképet, és Troyval együtt Prometheába indul.
A Vault Hunters és a Crimson Raiders elviszi a Sanctuary III hajót Prometheába. Érkezésükkor a bolygót a maliwani vállalat és a COV-erők támadása alatt találják, mivel Maliwan vezérigazgatója, Katagawa Jr. egyesítette erőit a Calypso Twins-szel egy ellenséges átvételi kísérletben a jelenleg Rhys tulajdonában lévő Atlason. A Vault Hunters segít Rhysnek megállítani a támadást, majd az Athénász bolygóra irányítja őket, ahol a Promethean Vault Key őrzik. Az Athénászon a Vault Hunterek segítenek Mayának és tanítványának, Avának visszaszerezni a kulcsot, és megtudják, hogy ez csak az ereklye egyharmada. Maya és Ava csatlakozik a Crimson Raidershez. A Vault Hunters visszatér a Prometheába, kikapcsolja Maliwan orbitális lézerágyúját, amelyet a Kulcs második része hajt, és megölik Katawaga Jr. Rhys megadja nekik a kulcs utolsó részét és a Vault helyét. Benne a Vault Hunters legyőzi a Rampagert, a benne tartott idegen fenevadat. Megérkeznek a Calypso Ikrek, és Tyreen magába szívja a Rampager erejét, felfedve tervüket, hogy elnyeljék a Vault szörnyek erejét a Nagy Vault felé vezető úton. Ava megpróbálja felvenni a harcot velük, de túl van rajta. Maya közbeavatkozik, hogy megmentse, de Troy megöli, mert elszívja életerejét és erejét.
A Vault Hunters és a Crimson Raiders a következő Vault felé veszik az irányt az Eden-6 mocsárbolygóján, amely a Jakobs család tulajdonában van, és ahová a COV is behatol. Wainwright Jakobs, a Jakobs vállalat örököse beleegyezik, hogy segít a Vault Huntereknek megszerezni az Eden Vault Key-t, ha megmentik szeretőjét, Alastair Hammerlockot. A Vault Hunters megtalálja Hammerlockot, aki felfedi, hogy a nővére, Aurelia árulta el, aki a Calypso Twins mellé állt, és lefoglalta a Jakobs vállalatot, cserébe azért, hogy átadja nekik a Vault Key-t. A Vault Hunterek összegyűjtik az Eden-6 Vault Key három darabját, és megölik Aureliát. Kinyitják a trezort, és legyőzik szörnyét, a Gravewardot. Patricia Tannis ezután kiszívja a Graveward energiáját, mielőtt Tyreen elnyelné. A Calypsosok feldühödve elrabolják Tannist, és visszaviszik Pandorába, hogy nyilvánosan kivégezzék.
A Vault Hunters és a Crimson Raiders a következő Vault felé veszik az irányt az Eden-6 mocsárbolygóján, amely a Jakobs család tulajdonában van, és ahová a COV is behatol. Wainwright Jakobs, a Jakobs vállalat örököse beleegyezik, hogy segít a Vault Huntereknek megszerezni az Eden Vault Key-t, ha megmentik szeretőjét, Alastair Hammerlockot. A Vault Hunters megtalálja Hammerlockot, aki felfedi, hogy a nővére, Aurelia árulta el, aki a Calypso Twins mellé állt, és lefoglalta a Jakobs vállalatot, cserébe azért, hogy átadja nekik a Vault Key-t. A Vault Hunterek összegyűjtik az Eden-6 Vault Key három darabját, és megölik Aureliát. Kinyitják a trezort, és legyőzik szörnyét, a Gravewardot. Patricia Tannis ezután kiszívja a Graveward energiáját, mielőtt Tyreen elnyelné. A Calypsosok feldühödve elrabolják Tannist, és visszaviszik Pandorába, hogy nyilvánosan kivégezzék.
A Vault Hunters és a Crimson Raiders a következő Vault felé veszik az irányt az Eden-6 mocsárbolygóján, amely a Jakobs család tulajdonában van, és ahová a COV is behatol. Wainwright Jakobs, a Jakobs vállalat örököse beleegyezik, hogy segít a Vault Huntereknek megszerezni az Eden Vault Key-t, ha megmentik szeretőjét, Alastair Hammerlockot. A Vault Hunters megtalálja Hammerlockot, aki felfedi, hogy a nővére, Aurelia árulta el, aki a Calypso Twins mellé állt, és lefoglalta a Jakobs vállalatot, cserébe azért, hogy átadja nekik a Vault Key-t. A Vault Hunterek összegyűjtik az Eden-6 Vault Key három darabját, és megölik Aureliát. Kinyitják a trezort, és legyőzik szörnyét, a Gravewardot. Patricia Tannis ezután kiszívja a Graveward energiáját, mielőtt Tyreen elnyelné. A Calypsosok feldühödve elrabolják Tannist, és visszaviszik Pandorába, hogy nyilvánosan kivégezzék.
A Vault Hunters éppen akkor éri el Tyreent, amikor az egyesül a Pusztítóval. Legyőzték őt, és Lilith visszaszerzi a sziréna erejét. Elpis azonban továbbra is azzal fenyeget, hogy elpusztítja Pandorát, miközben továbbra is megnyitja a Nagy Vaultot. Lilith feláldozza magát, hogy leállítsa Elpist, és egy lángoló Firehawk jelet hagy a Holdon. A filmek alatt a jelenetek a Vault Hunters-t, a Crimson Raiders-t és szövetségeseiket ábrázolják, akik Lilith-et tisztelik és emléket állítanak, valamint mindenkit, aki a Firehawk jelképet nézi az Elpisen.

## Fejlesztés
A Borderlands 3-at a Gearbox texasi és quebeci stúdiója közösen fejlesztette ki. A Gearbox egymás után befejezte a Borderlandst és annak folytatását, így a stúdió kissé kiégett a franchise-on. Hogy megpróbáljon valami mást csinálni, a Gearbox áthelyezte a Battleborn-t a 2K Games áldásával, hogy felfrissítse magát. A Battleborn nem aratott nagy sikert, de a Gearbox ettől nem csüggedt. Scott Kester művészeti igazgató szerint a Battleborn fejlesztése során több ötletet is kaptak a következő Borderlands játék elkészítéséhez, és a csapat tagjai közül sokan, amint a Battleborn elkészült, elkezdték kidolgozni ezeket az ötleteket a Borderlands 3 számára.
A Gearbox Quebec első feladatként vállalta a Borderlands 3 fejlesztését, és azt mondta, hogy ezt kötelező túlórák ("crunch") nélkül teszik. A játékot 2019. március 28-án jelentették be egy előzetessel a PAX Easten. A trailer vegyes kritikákat kapott a videojáték-webhelyekről, amelyek közül néhány úgy jellemezte, hogy megjelenésében és tartalmában túlságosan hasonlít a sorozat korábbi bejegyzéseihez, például a Borderlands 2-höz.
A Borderlands 2 és a Tales from the Borderlands to Borderlands 3 közötti szakadék áthidalása érdekében a Gearbox 2019 júniusában új DLC-t adott ki a Borderlands 2-höz „Commander Lilith & the Fight for Sanctuary” címmel, amely korlátozott ideig ingyenes a jelenlegi tulajdonosok számára. Borderlands 2.
Több szinkronszínész is megismételte szerepét, köztük Ashly Burch, mint Tiny Tina, és Chris Hardwick Vaughn szerepében a Tales from the Borderlandsból. A többi szinkronszínész átdolgozása némi vitát váltott ki. Randy Pitchford, a Gearbox vezérigazgatója a Twitteren veszekedett Troy Baker (Rhys) és David Eddings (Claptrap) szinkronszínészekkel, hogy miért nem hagyták meg, hogy újra megszólalhassák korábbi karakterüket. Eddings elmondta, hogy korábbi főnöke, Pitchford zaklatta és fizikailag bántalmazta. Baker szerint a Gearbox nem volt hajlandó foglalkozni a szinkronszínész szakszervezet, a SAG-AFTRA tagjaival. Bakert és Eddingst Ray Chase váltotta Rhys szerepében, Jim Foronda pedig Claptrap szerepét. Az Ice-T egy Balex nevű karaktert szólaltat meg, egy mackó testében rekedt mesterséges intelligenciát. A Penn & Teller a Pain & Terror karakterhez hasonlatos, Penn Jillette pedig szintén a Pain karakterének hangját adja. A Heavy felvett egy eredeti dalt a játékhoz "Put It On The Line" címmel.
2019 júniusában a Gearbox meghívta Trevor Eastmant, egy sorozatrajongót, aki terminális rákos betegségben szenved, hogy játsszon egy előzetest a játékból. Hagyták, hogy elnevezzen egy fegyvert, a "Trevonátort", amely megjelenik a játékban. 2019 augusztusában a 2K Games és anyavállalata, a Take-Two Interactive magánnyomozókat küldött egy YouTuber, SupMatto otthonába. Take-Two azt mondta, hogy engedélyezte a felhasználóknak, hogy térítés ellenében hozzáférjenek a Borderlands 3 nem nyilvános játékvideóihoz, amit ő tagadott. A 2K szükségesnek nevezte tevékenységét üzleti titkai védelmében. Válaszul a játék bojkottjára irányuló felhívások kezdtek el terjedni a Twitteren.

## Marketing és kiadás
Az Unreal Engine 4 által hajtott játék 2019. szeptember 13-án jelent meg PlayStation 4-re, Xbox One-ra és Microsoft Windows-ra. Bár a játék indulásakor nem volt elérhető a platformok közötti játék, a Gearbox az indítás után szeretné hozzáadni ezt a funkciót. A játéknak négy különböző verziója jelent meg, különféle kiegészítőkkel, különböző árpontokon, beleértve a fizikai bónuszokat is.
A játék megjelenését egy korlátozott idejű crossover esemény előzte meg az Epic Games Fortnite Battle Royale és Fortnite Creative tizedik évadában. A játékosok felfedezhetik a Pandora bolygó egy részét a Battle Royale mód fő térképének egy kis részén, valamint megvásárolhatják a Psycho karaktert Claptrap-pel hátul.
A Borderlands 3 Windows-kiadása hat hónapig volt kizárólagos az Epic Games Store számára, a Steam megjelenése pedig 2020 márciusában volt. Az Epic Games kontra Apple tárgyalás során nyilvánosságra hozott dokumentumokból kiderült, hogy az Epic 146 millió dollárt fizetett 2K-ért ezért a kizárólagosságért. A rajongók elégedetlensége ezzel az exkluzivitási megállapodással a Borderlands-játékok felülvizsgálatához vezetett a Steamen. A Steam üzemeltetői, a Valve most először alkalmazta új eljárásait a kritikák bombázása elleni küzdelemben, hogy elnyomja a Borderlands játékokkal kapcsolatos negatív kritikákat.
A Gearbox bejelentette, hogy a játékot PlayStation 5-re, valamint Xbox Series X és Series S konzolokra kívánja megjeleníteni. A játék ingyenes frissítéseket tartalmaz az összes már megvásárolt DLC-vel az előzetes konzolon, hogy mindkét konzolra a bevezetés napján elérhető legyen (PlayStation 5 esetén 2020. november 12-én, Xbox Series X/S esetén pedig 2020. november 10-én). Az ezekkel a verziókkal kapcsolatos frissítések mellett a játékot úgy frissítik, hogy támogassa a két- vagy négyjátékos helyi osztott képernyős többjátékost, és további képességfákat adnak hozzá a négy főszereplő számára. Azt is tervezik, hogy a jövőben hozzáadják a platformok közötti játékot a különböző platformokhoz.

### Kiadás után
A Gearbox azt tervezi, hogy a Borderlands 3-hoz fizetős letölthető tartalmakon keresztül további tartalmakat ad ki, bár nem tervezi további játszható karakterek hozzáadását.
Az első tartalomcsomag, a Moxxi's Heist of the Handsome Jackpot 2019. december 19-én jelent meg minden platformon. A tartalom azokat a játékosokat mutatja be, akik segítenek Moxxinak visszavenni egy kaszinót, amelyet Handsome Jack ellopott tőle a halála előtt. A második tartalomcsomag, a Guns, Love and Tentacles: The Marriage of Wainwright & Hammerlock 2020. március 26-án jelent meg, amely egy Lovecrafti témájú DLC, és Wainwright Jakobs és Sir Hammerlock szereplőire összpontosít, akik a kultuszban tervezik esküvőjüket. -vezérelt Xylourgos bolygó. A harmadik tartalomcsomag, a Bounty of Blood 2020. június 25-én jelent meg, és egy nyugati ihletésű DLC, amely japán esztétikát is tartalmaz. 2020. szeptember 10-én jelent meg a negyedik tartalomcsomag, a Psycho Krieg and the Fantastic Fustercluck, amely Krieg karakterét tartalmazza a Borderlands 2-ből. Ez a négy tartalomcsomag a játék első évadbérleteként volt elérhető a játék megjelenésétől kezdve.
2020 áprilisában a Gearbox hozzáadta a „Borderlands Science”-t, egy csempe-illesztő minijátékot, amelyet a McGill Egyetemmel, a Massively Multiplayer Online Science-vel és a The Microsetta Initiative-vel közösen fejlesztettek ki. A játék célja, hogy olyan rejtvényeket mutasson be, amelyek az emberi bélmikrobióma kutatásából származó orvosi vizsgálatokból származó DNS-szekvenciákból készültek. Ha egy játékos el tud érni egy minimális pontszámot egy adott szinten, akkor ez azt jelzi, hogy talált egy lehetséges egyezést, amelyet további tanulmányozás céljából megjelölhet a kutatóknak, mivel nem minden sorozatban lesz feltétlenül ilyen lehetséges egyezés. A játékosok különleges játékon belüli skinekkel és korlátozott ideig tartó zsákmánynövelőkkel jutalmazzák ezeket a rejtvényeket.
Bejelentették a második évadbérletet a játék második évére, amely 2020. november 10-én lesz elérhető. Az új bérlet két új tartalomcsomagot tartalmaz, „Designer's Cut” és „Director's Cut” címmel. A "Designer's Cut" egy új képességfát tartalmaz a játék minden karakteréhez, és egy új játékmódot, "Arms Race"-t, amely a Borderlands saját belátása a battle royale műfajról. A "Director's Cut" kis sztori küldetéseket mutat be, és egy raid boss találkozást is tartalmaz, valamint egy új menürészt, amely lehetővé teszi a játékosoknak, hogy megtekintsék a konceptművészetet és a kulisszák mögötti videókat.
Ezenkívül a Gearbox képes gyorsjavításra a játék javításaiban és egyéb frissítéseiben, lehetővé téve számukra, hogy korlátozott idejű eseményeket kínáljanak. Az egyik első ilyen esemény a Borderlands sorozat tíz éves jubileumi rendezvénye volt, amely 2009 októberében indult. A Borderlands 3 keretein belül 2019 októberében több hetes rendezvény is elérhetővé vált, amelyek jobb loot dropokat és egyedi kihívásokat kínáltak. 24. 2019 októberében a Borderlands 3 engedélyezte első Halloween-témájú szezonális eseményét, a „Bloody Harvest”-t, amely 2019. december 5-ig tartott. A „Maliwan Takedown” ingyenes tartalomfrissítés 2019. november 22-én véglegesen hozzáadásra került a játékhoz, és egy új hozzáadott. játékvégi kihívás új ellenségekkel és raidfőnökkel rendelkező játékosok számára. 2020. április 23-án a második szezonális eseménnyel, a "Kartelek bosszújával" bővült a játék, amely 2020. június 4-ig tartott.
2020 októberében a Gearbox bejelentette, hogy az Xbox Series X/S és PlayStation 5 platformok következő generációs konzoltámogatása ingyenes frissítéssel érkezik. A tervek szerint ez az új konzolok megjelenésekor, november 10-én kezdődne Xbox esetében, illetve november 12-én PlayStation esetében. Ez a támogatás azt ígéri, hogy teljes mértékben optimalizálja és kihasználja a feldolgozási teljesítményüket. A függőleges kétjátékos osztott képernyő mellett az Xbox Series X és PS5 a Borderlands 3-at akár 60 FPS-sel 4K felbontásban jeleníti meg egyjátékos és online együttműködés során, a következő generációs konzolok pedig támogatják a három és négy lejátszó osztott képernyő a helyi többjátékoshoz".
A 2020. novemberi javítás után kiderült, hogy a Borderlands 3 akár 60 FPS-sel is futhat natív 4K-ban PlayStation 5-ön vagy Xbox Series X-en, ha a felbontási mód be van kapcsolva, de akár 120 FPS-re is képes, ha nagy teljesítményű fut. mód.
Egy 2021. júniusi frissítés bevezette a platformok közötti játékot az összes támogatott platformon, kivéve a PlayStation rendszereket, annak ellenére, hogy ezt támogatni kívánják. A Gearbox szerint ez a kiadójuk, a 2K kérésére történt. 2022 áprilisára azonban a Gearbox megerősítette, hogy néhány hónapon belül újra bevezeti a PlayStation támogatással rendelkező keresztjátékot.

## Fogadtatás
| Összegzőoldal | Értékelés                                           |
| ------------- | --------------------------------------------------- |
| Metacritic    | (PS5) 91/100 (PC) 81/100 (PS4) 78/100 (XONE) 82/100 |

| Szerző        | Értékelés |
| ------------- | --------- |
| Destructoid   | 9/10      |
| Game Informer | 8/10      |
| GameSpot      | 8/10      |
| IGN           | 9/10      |
| PC Gamer (US) | 63%       |
| USgamer       | 4/5       |

A Metacritic véleménygyűjtő szerint a Borderlands 3 "általában kedvező értékeléseket kapott".
A GameSpot pozitív értékelést adott a Borderlands 3-ról, megjegyezve, hogy megőrizte a franchise jellegzetességeit (beleértve a fegyverek változatosságát, a "személyes" szereposztást és a "fiatalkori humort és a nevetséges vicceket"), finomította a képességrendszert és a játékosok mozgását, valamint azt, hogy a történet. kielégítően zárja le a karakterek íveit, akiket a rajongók 10 éve követnek." Érezhető volt azonban, hogy a Borderlands 3 áramlását továbbra is megzavarta, hogy a franchise kevés stratégiával és "golyószivacsos" ellenségekkel támaszkodott bossharcokra. Végezetül az a vélemény hangzott el, hogy "ha soha nem voltál a franchise rajongója, nem valószínű, hogy a Borderlands 3 elég másképpen csinál valamit ahhoz, hogy meggondolja magát, mivel a játék a legjobban abban jeleskedik, hogy folytatja azt, amit a sorozat mindig is csinált: humoros játékot ad. hosszú mese a nem illő emberekről, akik kifosztanak és a hősiesség felé lövik magukat."
A PC Gamer úgy érezte, hogy a Borderlands 3 "egyszerre a legjobb és a legrosszabb a sorozatban", elismerve a játékmenet finomításait és jellegzetes vizuális stílusát, de az ellenségek még mindig "túl buták, kiszámíthatatlanok és szivacsosak ahhoz, hogy taktikai játékot kényszerítsenek". Míg a különböző bolygók változatosságot biztosítottak Pandora "elnémult sivatagai" felett, gyakran "ürügyként szolgáltak egy régi karakter kigördítésére, hogy eltűnjenek vagy háttérbe szoruljanak, amint köszönnek, lelőnek néhány embert és feltörnek." néhány egysoros mellékküldetésben, amelyek keveset árulnak el róluk, vagy bármilyen módon tesztelik őket." Azt is érezték, hogy a játék végjátékának lehetőségei „sekélyek” az indításkor, és az írása összességében nem volt olyan jó, mint a „pitch perfect” Tales from the Borderlands, és „[olvasd el], mint a tinédzser ebédasztal-improvizációja a The Spy körül. Aki megrázott engem."
During launch, a number of Windows players experienced technical performance issues with the game, while console players found lower-than-expected frame rates, both of which Gearbox is investigating.

### Eladások
A 2K kiadó szerint a Borderlands 3 több mint ötmillió példányt szállított ki a megjelenéstől számított öt nap alatt. Ezen túlmenően, az MS Windows verzió eladásai ebben az időben voltak a legmagasabbak az eddigi 2K-s címek közül, és az összes vásárlás több mint 70%-a digitális terjesztésen keresztül történt. Ezekkel az eladásokkal a teljes Borderlands franchise több mint 1 milliárd USD bevételt ért el. A Take-Two szerint 2019 végéig több mint 8 millió példány kelt el a játékból. 2022 májusában a Take-Two több mint 15 millió példányban kelt el.

### Díjak
| Year | Award                             | Category                                     | Result   | Ref           |
| ---- | --------------------------------- | -------------------------------------------- | -------- | ------------- |
| 2019 | Game Critics Awards               | Best of Show                                 | Jelölve  | [ 12 ]        |
| 2019 | Game Critics Awards               | Best PC Game                                 | Jelölve  | [ 12 ]        |
| 2019 | Game Critics Awards               | Best Action Game                             | Jelölve  | [ 12 ]        |
| 2019 | Gamescom                          | Best Action Game                             | Jelölve  | [ 13 ] [ 14 ] |
| 2019 | Gamescom                          | Best Multiplayer Game                        | Elnyerte | [ 13 ] [ 14 ] |
| 2019 | Gamescom                          | Best Microsoft Xbox One Game                 | Jelölve  | [ 13 ] [ 14 ] |
| 2019 | 2019 Golden Joystick Awards       | Best Multiplayer Game                        | Jelölve  | [ 15 ]        |
| 2019 | Titanium Awards                   | Best Action Game                             | Jelölve  | [ 16 ]        |
| 2019 | The Game Awards 2019              | Best Action/Adventure Game                   | Jelölve  | [ 17 ]        |
| 2019 | The Game Awards 2019              | Best Multiplayer Game                        | Jelölve  | [ 17 ]        |
| 2020 | New York Game Awards              | Tin Pan Alley Award for Best Music in a Game | Jelölve  | [ 18 ]        |
| 2020 | NAVGTR Awards                     | Art Direction, Fantasy                       | Jelölve  | [ 19 ]        |
| 2020 | NAVGTR Awards                     | Game, Franchise Action                       | Jelölve  | [ 19 ]        |
| 2020 | NAVGTR Awards                     | Use of Sound, Franchise                      | Jelölve  | [ 19 ]        |
| 2020 | SXSW Gaming Awards                | Trending Game of the Year                    | Jelölve  | [ 20 ]        |
| 2020 | 16th British Academy Games Awards | Multiplayer                                  | Jelölve  | [ 21 ]        |
| 2020 | 18th Annual G.A.N.G. Awards       | Audio of the Year                            | Jelölve  | [ 22 ]        |
| 2020 | 18th Annual G.A.N.G. Awards       | Music of the Year                            | Jelölve  | [ 22 ]        |
| 2020 | 18th Annual G.A.N.G. Awards       | Sound Design of the Year                     | Jelölve  | [ 22 ]        |
| 2020 | 18th Annual G.A.N.G. Awards       | Best Interactive Score                       | Jelölve  | [ 22 ]        |
| 2020 | 18th Annual G.A.N.G. Awards       | Best Audio Mix                               | Jelölve  | [ 22 ]        |
| 2020 | 18th Annual G.A.N.G. Awards       | Best Game Music Cover/Remix                  | Jelölve  | [ 22 ]        |
| 2020 | 2020 Webby Awards                 | Best Art Direction (People's Voice)          | Elnyerte | [ 23 ]        |
| 2020 | 2020 Webby Awards                 | Best Game Design (People's Voice)            | Elnyerte | [ 23 ]        |
| 2020 | 2020 Webby Awards                 | Best User Experience (People's Voice)        | Elnyerte | [ 23 ]        |
| 2020 | GLAAD Media Awards                | Outstanding Video Game                       | Jelölve  | [ 24 ]        |
| 2021 | GLAAD Media Awards                | Outstanding Video Game                       | Jelölve  | [ 25 ]        |

## Fordítás
- Ez a szócikk részben vagy egészben  a   Borderlands 3 című angol Wikipédia-szócikk ezen változatának fordításán alapul.  Az eredeti cikk szerkesztőit annak laptörténete sorolja fel. Ez a jelzés csupán a megfogalmazás eredetét és a szerzői jogokat jelzi, nem szolgál a cikkben szereplő információk forrásmegjelöléseként.